# おつかれさま5時です
『おつかれさま5時です』（おつかれさまごじです）とは、1973年4月16日から1983年4月8日まで、TBSラジオ（当時は東京放送が運営）で平日17:00から18:00に放送していた情報番組である。パーソナリティは若山弦蔵。

## 概要
番組の冒頭には必ず若山が「おつかれさま…」とあいさつするのが恒例であった。

## タイムテーブル

### 番組開始当初
- 17:00 三菱ダイヤモンドハイウェイ（1976年9月まで）
- 17:30 三菱ドライバーズスペシャル（1974年3月まで）
- 17:40 円山雅也のひとくち六法（1975年3月まで）
- 17:45 小沢昭一の小沢昭一的こころ

### 1974年4月 -
- 17:00 共石イブニングミュージック
- 17:30 三菱ドライビングポップス
- 17:40 円山雅也のひとくち六法
- 17:45 小沢昭一の小沢昭一的こころ

### 1975年4月 -
- 17:00 共石イブニングミュージック
- 17:30 三菱ドライビングポップス
- 17:40 野村情報
- 17:45 小沢昭一の小沢昭一的こころ

### 1976年10月 -
- 17:00 共石イブニングミュージック
- 17:30 三菱ドライビングポップス
- 17:40 かつ江と悠里の色いろ問答
- 17:45 小沢昭一の小沢昭一的こころ

### 1977年4月 - 番組終了時点
- 17:00 ニュース、共石イブニングミュージック
- 17:30 三菱ドライビングポップス
- 17:40 弦さんのサラリーマン情報（1982年3月まで）→ホンダ・イブニングダイアリー
- 17:45 小沢昭一の小沢昭一的こころ

## 備考
- 「三菱ダイヤモンドハイウェイ」はその後、ニッポン放送へ移行
- 番組終了時点でのタイムテーブルは後継番組「東京ダイヤル954」とほぼ不変だった。（ただ、「ニュースハイライト」が15分繰り上がっている。）

| TBSラジオ 平日17時台（1973年4月 - 1983年4月8日） | TBSラジオ 平日17時台（1973年4月 - 1983年4月8日） | TBSラジオ 平日17時台（1973年4月 - 1983年4月8日） |
| 前番組                                           | 番組名                                           | 次番組                                           |
| ------------------------------------------------ | ------------------------------------------------ | ------------------------------------------------ |
| 東京ダイヤル                                     | おつかれさま5時です                              | 若山弦蔵の東京ダイヤル954 ※16:30 - 17:45         |